# Timbó (Jacaraú)
Timbó é um distrito da cidade de Jacaraú, Paraíba, Brasil. 